# Trigatró

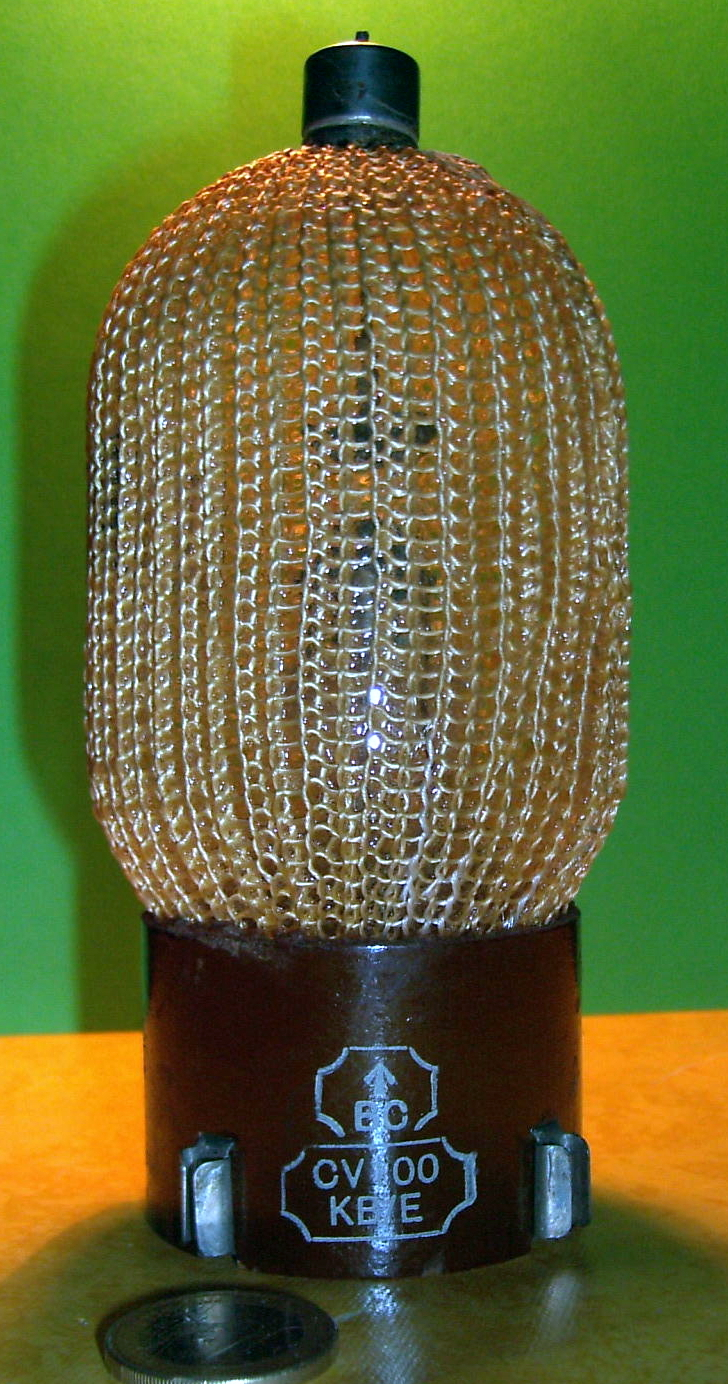
Els trigatrons utilitzats en la Segona Guerra Mundial contenien barreges d'argó a alta pressió. Per minimitzar el risc d'explosió, anaven embolicats en una camisa de malla. A la foto es mostra el CV100, de 250 kW de potència i vida d'unes 2.000 hores.

El trigatró consisteix en una vàlvula de buit de disparament emprada per potències molt elevades. Data de la Segona Guerra Mundial, quan es va emprar en els radars per excitar els magnetrons que generaven la RF. Malgrat el que pugui semblar, la capacitat de disparar altes potències (60 KV, 250 KA) dels trigatrons els ha permès sobreviure fins avui, amb models disparats per impulsos com es descriu anteriorment i models disparats per làser.
Conceptualment, és una vàlvula molt simple, una de les poques que es pot construir a casa. No requereix buit, és més, en el buit no funciona. Es basa a tenir un gas a pressió (encara que a pressió ambiental també funciona) i dos elèctrodes propers, però suficientment separats perquè connectats a alta tensió no es produeixi una espurna. Un tercer elèctrode -anomenat de disparament- es troba proper a un d'ells, de manera que en aplicar-hi un impuls es crea una ionització -espurna- entre l'elèctrode de disparament i el més proper. Una vegada s'inicia la ionització del gas, apareix un camí de baixa resistència entre els dos elèctrodes principals, que produeix una forta descàrrega entre ells, podent ser de diversos KA. Un cop el trigatró es dispara, ja no es pot tallar fins que la tensió entre els seus elèctrodes principals baixa de cert llindar.
Els trets successius del trigatró van fonent i corroint els elèctrodes, pel que és un dispositiu de vida molt limitada. La composició del gas i els elèctrodes es tria per tenir una resistència baixa en conducció, al mateix temps que una vida llarga del dispositiu.